# Musse Pigg vid varietén
Musse Pigg vid varietén (engelska: The Opry House) är en amerikansk animerad kortfilm med Musse Pigg från 1929.

## Handling

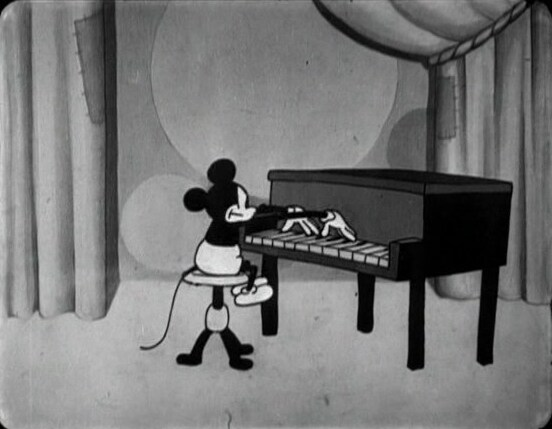
Musse i filmen.

Musse Pigg jobbar på en teater. Helt själv utför han en hel vaudeville-show i flera olika roller, bland annat som ormtjusare.

## Om filmen
Filmen är den 5:e Musse Pigg-kortfilmen som producerades och den andra som lanserades år 1929.
Filmen är helt och hållet animerad av Ub Iwerks.
Detta är första gången som Musse Pigg bär handskar på film. Tidigare hade han bara gjort det på titelbilder.
Filmen hade svensk premiär den 25 juli 1931 på biografen Stora Teatern i Stockholm, då som stumfilm.

## Rollista
- Walt Disney – Musse Pigg[1]